# Mvurwi
Mvurwi – miasto w północnym Zimbabwe, w prowincji Maszona Środkowa. Według danych na rok 2012 liczyło 10 548 mieszkańców.